# 企鵝家族
《企鵝家族》（英語：Pingu）是一部由歐特馬·顧特曼創作的瑞士兒童黏土動畫，風格為歐式動畫及3D動畫，第一至四季於1990年開始製作，一開始在瑞士的電視臺播放，後來擴展至各國。而後轉於英國重啟該劇，於2003年起製作第五至六季，該劇於2006年正式完結。
故事背景在南極洲，講述企鵝Pingu和他住在冰屋的家人以及和他的好朋友海豹Robby之間的故事，故事內容詼諧生動，幽默風趣，在這部動畫裡，角色彼此之間使用「企鵝語」及肢體動作如手勢等交談，而且對話時，沒有字幕，這也是本片的一大特色。

## 登場角色
- Pingu：本動畫主角
- Pinga：Pingu的三歲妹妹
- Pingu的爸爸，職業為郵差
- Pingu的媽媽，職業為家庭主婦
- Pingu的爺爺，非常疼愛Pingu及Pinga
- Robby：Pingu的海豹朋友
- Pingi：Pingu的女友
- Pingo、Pingg及Punki：Pingu的朋友兼死對頭

在許多中文網頁中，常稱企鵝家族中的企鵝品種為「高烏天伊企鵝」，這是「皇帝企鵝」的日文「コウテイペンギン （页面存档备份，存于）」的音譯。登場角色Pinga，其外觀與皇帝企鵝的雛鳥一致。

## 集數列表
| 季數 | 集数 | 集数 | 首播日期      | 首播日期       |
| 季數 | 集数 | 集数 | 首映          | 季终           |
| ---- | ---- | ---- | ------------- | -------------- |
| 1    | 26   | 26   | 1990年3月7日  | 1990年10月27日 |
| 2    | 26   | 26   | 1991年11月3日 | 1994年12月20日 |
| 3    | 26   | 26   | 1995年6月17日 | 1996年9月5日   |
| 4    | 26   | 26   | 1998年1月5日  | 2000年4月9日   |
| 5    | 26   | 26   | 2003年8月1日  | 2004年2月6日   |
| 6    | 26   | 26   | 2005年1月3日  | 2006年3月3日   |

### 衍生動畫
2017年10月7日，由日本製作，新推出《Pingu in the City》，描寫Pingu進入了大城市過生活的新故事。

## 衍生遊戲
- GAME BOY遊戲：企鵝家族世界健康企鵝1號（B-AI 企鵝家族）。
- Nintendo DS遊戲：Pingu的興奮♪ 狂歡節!（SQUARE ENIX 酷兒·恩尼克斯）。

## 外部連結
- 企鵝家族官方網站 （页面存档备份，存于）
- YouTube上的企鵝家族頻道 （页面存档备份，存于）